# 乌蒙镇
乌蒙镇，是中华人民共和国贵州省六盤水市盘州市下辖的一个乡镇级行政单位。
2015年6月4日，贵州省人民政府批复同意盘县乡镇行政区划调整，新设置的乌蒙镇辖原四格彝族乡地域，镇人民政府驻二台坡村。

## 行政区划
乌蒙镇下辖以下地区：
水塘村、大寨村、房格村、糯迤安村、八担山村、坡上村、二台坡村、大坪村和俄力科村。